# Przeznaczenie
Przeznaczenie è il primo album di studio della cantante pop-rock polacca Ewelina Flinta. Il CD ha venduto più di 60 000 copie in Polonia ed è stato certificato disco d'oro. Da esso sono stati tratti tre singoli, tutti entrati nella classifica polacca, due dei quali hanno raggiunto la prima posizione.

## Tracce
1. Goniąc za cieniem – 3:34
2. Tajemnice – 3:32
3. Nie wiesz nic – 3:46
4. Żałuję – 3:35
5. Respect – 2:55
6. ICQ – 5:58
7. Moja sprawa – 3:39
8. Przeznaczenie – 3:44
9. Nieobecna – 4:31
10. Wiary nie masz – 3:07
11. Wolna – 4:00
12. Agape – 4:34
13. Nadzieja (duetto con Artur Gadowski) – 3:35
14. Niepodobna – 4:19

## Classifiche
| Classifica (2003) | Posizione massima |
| ----------------- | ----------------- |
| Polonia           | 2                 |